# Automatic
Automatic е песен от албума Pink Friday: Roman Reloaded на американската рапърка Ники Минаж. Песента е издадена като сингъл на 18 октомври 2012 г. във Франция.

## Изпълнения на живо
Ники Минаж изпълни песента на 21 октомври 2012 г. в турнето ѝ Pink Friday: Reloaded Tour.

## История на издаване
| Държава | Дата                |
| ------- | ------------------- |
| Франция | 18 октомври 2012 г. |

## Позиции в музикалните класации
| Държава          | Класация |
| ---------------- | -------- |
| UK Singles Chart | 199      |
| SNEP             | 200      |